# FOLFIRINOX
FOLFIRINOX é um protocolo quimoterapêutico para o tratamento de cancro do pâncreas avançado. É composto por quatro fármacos:
- FOL – ácido folínico, um derivado de vitamina B que modula/potencia/reduz os efeitos secundários da fluorouracila;
- F –   fluorouracila, um análogo da pirimidina e antimetabólito que se incorpora no ADN molecular e impede a síntese de ADN;
- IRIN – Irinotecano, um inibidor da topoisomerase que impede a replicação do ADN; e
- OX – oxaliplatina, um agente antineoplásico platino, que inibe a síntese e/ou a reparação de ADN.

Este regime surgiu em 2010 como novo tratamento para pacientes com cancro do pâncreas metastático. Um estudo publicado em 2011 verificou que o FOLFIRINOX produzia a mais longa melhoria na sobrevivência de pacientes com cancro pancreático avançado, na qual os pacientes viviam aproximadamente quatro meses mais tempo em relação aos que recebiam o tratamento convencional com gencitabina No entanto, o FOLFIRINOX é uma combinação de fármacos potencialmente tóxica com efeitos secundários graves, e que só pode ser administrada em candidatos considerados aptos.